# Tirreno-Adriático 1971
La sexta edición del Tirreno-Adriático se disputó entre el 10 y el 14 de marzo de 1971 con un recorrido de 985 kilómetros con salida en Ladispoli y llegada a San Benedetto del Tronto. El ganador de la carrera fue el italiano Italo Zilioli del Salvarani.

## Etapas
| Etapa | Fecha       | Recorrido                        | km    | Ganador            | Líder         |
| ----- | ----------- | -------------------------------- | ----- | ------------------ | ------------- |
| 1ª    | 10 de marzo | Ladispoli - Fiuggi               | 208,0 | Gianni Motta       | Gianni Motta  |
| 2ª    | 11 de marzo | Alatri - Pescasseroli            | 181,0 | Italo Zilioli      | Italo Zilioli |
| 3ª    | 12 de marzo | Pescasseroli - Pineto di Pescaro | 184,0 | Guido Reybrouck    | Italo Zilioli |
| 4ª    | 13 de marzo | Pineto - Civitanova Marche       | 202,0 | Giuseppe Beghetto  | Italo Zilioli |
| 5ª    | 14 de marzo | S.B del Tronto - S.B del Tronto  | 210,0 | Giancarlo Polidori | Italo Zilioli |

## Clasificaciones finales

### General
| Posición | Ciclista            | Equipo    | Tiempo      |
| -------- | ------------------- | --------- | ----------- |
| 1        | Italo Zilioli       | Ferretti  | 26h 33' 18" |
| 2        | Georges Pintens     | Hertekamp | + 1' 24"    |
| 3        | Marcello Bergamo    | Filotex   | + 1' 31"    |
| 4        | Pierfranco Vianelli | Dreher    | + 1' 46"    |
| 5        | Aldo Moser          | G.B.C.    | + 1' 48"    |
| 6        | Enrico Maggioni     | Cosatto   | + 2' 16"    |
| 7        | Gianni Motta        | Salvarani | + 3' 16"    |
| 8        | Giancarlo Polidori  | Scic      | + 3' 36"    |
| 9        | Noël Van Clooster   | Hertekamp | + 3' 51"    |
| 10       | Davide Boifava      | Scic      | + 3' 55"    |